# Rudolf Chloupek
Rudolf Chloupek (* 15. září 1951 Brno) je český politik a pedagog, v letech 2014 až 2018 primátor města Jihlavy, v letech 2012 až 2020 zastupitel Kraje Vysočina, člen ČSSD.

## Život
Po absolvování SVVŠ vystudoval v letech 1970 až 1975 obor technická analytická a fyzikální chemie na Vysoké škole chemicko-technologické v Pardubicích (získal tak titul Ing.). Později v letech 1982 až 1988 navíc vystudoval matematiku a chemii na Pedagogické fakultě Univerzity Karlovy v Praze (získal tak titul Mgr.). Na PedF UK v Praze pak ještě v letech 2000 až 2003 absolvoval obor školský management a získal titul PaedDr.
V letech 1977 až 1980 pracoval jako samostatný chemik a chemický inženýr v Agrochemickém podniku Jihlava, následně vyučoval v letech 1980 až 1987 na SOU Telč. Jako pedagog působil také na ZŠ Brtnice (1987 až 1990) a na ZŠ Dušejov, kde byl také ředitelem (1990 až 1995).
Mezi lety 1995 a 2000 byl zaměstnancem Školského úřadu Jihlava, kde vedl organizační oddělení. V letech 2000 až 2013 pracoval jako ředitel ZŠ Kollárova v Jihlavě. Od roku 2001 také soukromě podniká v oblasti zprostředkování obchodu a služeb.
Vzhledem ke své politické funkci byl předsedou dozorčí rady Teniscentra Jihlava (2003 až 2007), v němž je od roku 2011 členem představenstva. Od roku 2011 je také členem dozorčí rady HC Dukla Jihlava a členem dozorčí rady Správy městských lesů Jihlava. Od roku 2005 se též angažuje jako člen výboru ve Společenství vlastníků jednotek pro dům Havlíčkova 22 v Jihlavě.
Rudolf Chloupek je ženatý a má dvě děti. Žije v Jihlavě.

## Politické působení
Do politiky se pokoušel vstoupit, když v komunálních volbách v roce 1998 kandidoval jako nestraník za ODA do Zastupitelstva města Jihlavy na kandidátce subjektu "Sdružení ČSNS, ODA, NK", ale neuspěl. Zastupitelem se nestal ani ve volbách v roce 2002 jako nestraník za ČSSD. V roce 2004 vstoupil do ČSSD, v níž do roku 2014 předsedal městskému výboru v Jihlavě. Je také členem Okresního výkonného výboru ČSSD Jihlava a Krajského výkonného výboru ČSSD Kraj Vysočina).
Jako člen ČSSD kandidoval v komunálních volbách v roce 2006. Stal se prvním náhradníkem, avšak ještě v roce 2006 po rezignaci jednoho ze svých kolegů nakonec zastupitelem města. Ve volebním období 2006 až 2010 zároveň pracoval jako předseda Finančního výboru. V prosinci 2008 byl zvolen neuvolněným členem rady města. V komunálních volbách v roce 2010 byl lídrem kandidátky ČSSD. Obhájil post městského zastupitele a v listopadu 2010 se stal náměstkem primátora pro školství, kulturu, tělovýchovu, zdravotnictví a životní prostředí. Také ve volbách v roce 2014 byl lídrem kandidátky ČSSD a rovněž obhájil mandát zastupitele města. Po koaličních vyjednáváních byl dne 4. listopadu 2014 zvolen primátorem statutárního města Jihlavy.
Do vyšší politiky se pokoušel vstoupit, když v krajských volbách v roce 2008 kandidoval za ČSSD do Zastupitelstva Kraje Vysočina, ale neuspěl. Krajským zastupitelem se stal až po volbách v roce 2012. Zároveň byl člen Finančního výboru. V krajských volbách v říjnu 2016 kandidoval za ČSSD znovu, mandát však již neobhájil, umístil se jako první náhradník krajského zastupitele. Právě z pozice náhradníka pak mandát krajského zastupitele získal 1. listopadu 2016 po rezignaci Petra Krčála. Ve volbách v roce 2020 mandát krajského zastupitele obhajoval, ale neuspěl.
Ve volbách do Poslanecké sněmovny PČR v roce 2010 kandidoval v Kraji Vysočina za ČSSD, ale neuspěl.
Ve volbách do Senátu PČR v roce 2016 kandidoval za ČSSD v obvodu č. 52 – Jihlava. Se ziskem 10,55 % hlasů skončil na 5. místě a do druhého kola nepostoupil. V komunálních volbách v roce 2018 obhajoval z 5. místa kandidátky ČSSD post zastupitele města Jihlavy. Mandát zastupitele obhájil, i když strana získala jen dvě křesla (vlivem preferenčních hlasů totiž skončil druhý). Koalici však složilo druhé uskupení "FÓRUM JIHLAVA" (tj. hnutí STAN a nezávislí kandidáti), třetí ODS, čtvrté uskupení "ŽIJEME JIHLAVOU!" (tj. TOP 09, Zelení a Piráti) a šestá KDU-ČSL. Novou primátorkou byla dne 2. listopadu 2018 zvolena Karolína Koubová.
V komunálních volbách v roce 2022 kandiduje jako člen ČSSD za uskupení „ČSSD a Levice“.